# Prochlorales
Prochlorales es un grupo de cianobacterias verdes que son importantes componentes del picoplancton fotosintético. También fueron llamadas Prochlorophyta (Lewin, 1976) y Chloroxybacteria. Durante mucho tiempo solo se conocieron las cepas del género Prochloron, que proceden del océano Pacífico en su mayoría. Son formas cocoides (esféricas) que aparecen asociadas con tunicados y fuera de sus huéspedes han sido de difícil cultivo. Luego se encontraron dos géneros más de vida libre: Prochlorococcus, también cocoide, y Prochlorothrix, filamentosa. Son fisiológicamente como las algas verdes, puesto que realizan la fotosíntesis oxigénica, con los mismos pigmentos principales (clorofila a y clorofila b, carotenoides, fundamentalmente β-caroteno) y carecen de ficobilinas; sin embargo, morfológicamente se parecen a las cianobacterias o algas verdeazuladas. 
Son semejantes a los cloroplastos de las plantas superiores, tanto fisiológica como morfológicamente. Algunos autores propusieron que los plastos de las algas verdes, y por tanto también los las plantas terrestres, sus descendientes, se originaron por la incorporación de células de este grupo (endosimbiosis). Estudios genéticos demostraron, por el contrario, que la condición verde podría haberse adquirido independientemente en los tres géneros y en los plastos verdes. También, que los plastos derivan de cianobacterias más típicas, próximas a Synechococcus (Synechococcales).